# Tyrinthia dioneae
Tyrinthia dioneae är en skalbaggsart som beskrevs av Martins och Maria Helena M. Galileo 2004. Tyrinthia dioneae ingår i släktet Tyrinthia och familjen långhorningar. Inga underarter finns listade i Catalogue of Life.